# Ру, Карл
Карл Ру (нем. Karl Roux; 14 августа 1826, Гейдельберг — 23 июля 1894, Мангейм) — немецкий живописец, сын живописца Якоба Вильгельма Ру (Jakob Wilhelm Roux).

## Биография
С 1844 года посещал классы дюссельдорфской академии художеств, в 1847 году учился у Карла Гюбнера (Carl Wilhelm Hübner), посетил с целью дальнейшего образования Мюнхен, Антверпен и Париж.
Несколько лет преподавателем в художественном училище города Карлсруэ и с 1868 года жил и работал в Мюнхене.
В начале писал пейзажи с фигурами, изображающими прогулки верхом, сцены берейторской езды и эпизоды военной жизни, в духе Ф. Воувермана, а потом — идиллические сюжеты и животных. Из его произведений, вообще хорошо сочиненных и сильных по колориту, особенно удачные — «Гётевская Доротея, правящая запряжкой волов» (1863, находится в художественной галерее в Карлсруэ), «Пахание поля ранним утром», «Невоспитанный сын Альпов (бык)», «Возвращение коров при начинающейся буре», «Оберэнгадинская долина», «Сенокос» (лучшая, по мнению некоторых критиков, из всех картин художника, 1877), «Продажа домашнего скота в октябрьский праздник в Мюнхене», «Берег Ашензее со стадом коров и овец» и некоторые др.